# Lazaro Buonamici
Pour les articles homonymes, voir Buonamici.
Lazaro Buonamici, aussi appelé Lazzaro Bonamico, Bonamici, Buonamico ou Lazzaro di Bassano, est un érudit italien de la fin de la Renaissance, né en 1477 ou 1478 à Bassano, en Vénétie - mort le 10 février 1552 à Padoue.

## Biographie
À l'université de Padoue, Lazaro Buonamici étudie les langues latine et grecque, la philosophie avec Pomponace ainsi que les mathématiques, l'astrologie et la musique.
Après un séjour à Bologne en tant que précepteur pour des enfants de la famille Campeggi, il enseigne au collège della Sapienza à Rome. Il est présent lors du sac de Rome par les troupes de l'empereur Charles Quint le 6 mai 1527, pendant la Septième guerre d'Italie. En 1530, il obtient la chaire d'éloquence grecque et latine à l'université de Padoue.
De nombreuses institutions ou personnalités de l'époque le sollicitent : l'Université de Bologne, Clément VII, le grand-duc de Toscane Cosme Ier, le cardinal Jacopo Sadoleto pour aller à Carpentras, le cardinal Stanislaus Hosius pour aller en Pologne et Ferdinand, roi de Hongrie pour enseigner en Hongrie.
Bénéficiant d'une pension du sénat de Venise, Lazaro Buonamici préfère décliner ces offres pour rester à Padoue où il meurt le 11 février 1552, âgé de 75 ans.
Sur son cercueil, déposé dans l'église de Saint-Jean di Verdara se trouve son buste en bronze.

## Œuvres
1. Carmina et epistolae, Venise, 1552, in-8 et 1572, in-4 ; réimprimé depuis en divers recueils, comme l'ont été ses lettres et ses discours ;
2. Concetti della lingua latina. Venise, 1562, in-8, réimprimé plusieurs fois.

Martin Lipenius lui attribue, à tort, un traité intitulé de Molu libri 10, Florence, 1591, in-fol. Mazzuchelli (gli Scrittori d'Italia) prouve que l'auteur de ce traité est Francesco Buonamici, médecin florentin.

## Source partielle
« Lazaro Buonamici », dans Louis-Gabriel Michaud, Biographie universelle ancienne et moderne : histoire par ordre alphabétique de la vie publique et privée de tous les hommes avec la collaboration de plus de 300 savants et littérateurs français ou étrangers, 2e édition, 1843-1865 [détail de l’édition]